# アンテフ4世
アンテフ4世（Intef IV, 在位：紀元前1750年頃?）は、古代エジプト第13王朝の第19代あるいは23代ファラオ。

## 概要
トリノ王名表の第6欄22行目にセヘテプカラーという即位名で記載されている。また、カルナックの王名表にも名前が刻まれている。また、ファイユームのメディネト＝マディにある女神レネネトの神殿から彫像が見つかっている。実際の彼がアンテフの名を持つ何番目の支配者であったのかは不明で、4世とはセヘテプカラー・アンテフのあくまで便宜的な呼び方に過ぎない。
アンテフ4世の正確な在位期間についてはパピルスの損傷が激しく、解読不能な状態にあるため分かっていない。しかし、先代のファラオであるイミロメシャとアンテフ4世、後継者のセティ・メリイブラーの3人の統治期間の合計は10年程度であったと推定されている。第13王朝時代の宮廷記録ではイミロメシャかアンテフ4世と思われる名前不明の王の家族について触れており、治世3年目と5年目の日付が記されている。また、2代前の王ケンジェルのピラミッドに隣接する未完成のピラミッド複合体はアンテフ4世によって建てられたものである可能性があり、内部からは治世5年3月の日付が確認されている。したがって、ケンジェルからセベクヘテプ3世までの間に即位したアンテフ4世を含む王3人の内のいずれか一人は少なくとも5年間は統治したと考えられている。
アンテフ4世の治世がどのような形で終わったのかは不明だが、後継者のセティ・メリイブラーがアンテフ4世との血の繋がりを示す血統名を使用した形跡が無い事から、セティ・メリイブラーが王位を簒奪した可能性が提示されている。